# Thierry Sabine
Thierry Sabine (ur. 13 czerwca 1949 w Neuilly-sur-Seine, zm. 14 stycznia 1986 w Mali) – francuski motocyklista i awanturnik – fundator i założyciel Rajdu Paryż-Dakar.
Według anegdoty w 1977 roku brał on udział w Rajdzie Abidżan-Nicea, kiedy to podczas przejazdu przez Pustynię Libijską zgubił drogę w piaskach i błąkając się przez kilka dni doszedł do wniosku, że warto zorganizować rajd, podczas którego uczestnicy mogliby zmierzyć się, tak jak on, z piaskami pustyni, pokonać własne słabości i zmierzyć się z siłami natury. Jeszcze w 1977 roku udało mu się zorganizować pierwszy taki rajd: w drugi dzień Świąt Bożego Narodzenia uczestnicy I edycji Rajdu wyruszyli spod schodów na Trocadero. Zginął podczas rajdu w katastrofie helikoptera.